# Франсис Фукуяма
Йошихиро Франсис Фукуяма (на английски: Francis Fukuyama) е американски социолог, политолог, политикономист и писател от японски произход, неоконсерватор.
Известен е най-вече с книгата си „Краят на историята и последният човек“ (1992), която твърди, че в световен мащаб разпространението на либералните демокрации и свободния капиталистически пазар на Запад е знак за крайна точка на социокултурната еволюция на човечеството и вероятно окончателна форма на човешко управление. Следващата му книга, „Социалните добродетели и създаване на възход“ (1995), обаче показва промяна на позицията му, че културата не може да бъде отделена от икономиката. Фукуяма е свързан и с възхода на неоконсервативното движение, от което след това се дистанцира. През 2008 г. подкрепя изборната кампания на Барак Обама. От 2010 г. работи в Центъра за Демокрация и Законност при университета Станфорд.

## Биография

### Образование
Фукуяма е роден на 27 октомври 1952 г. Израства в Манхатън като единствено дете в семейството, имал е малък контакт с японската култура, и не е изучавал японски. Получава бакалавърска степен по „Класическа филология“ (класическа филология и странознание) в Университета „Корнел“ в Итака, щата Ню Йорк, където изучава политическа философия. Защитава в Харвардския университет, Кеймбридж, щата Масачузетс, докторска степен по политология, посветена на съветските заплахи за намеса в Близкия изток под ръководството на Самюъл Хънтингтън.

### Кариера
Професор по „Публична политика“ в Университета „Джордж Мейсън“, окръг Феърфакс, щата Вирджиния (1996 - 2000). Професор по „Международна политикономия“ в Университета „Джонс Хопкинс“, Балтимор, щата Мериленд и директор на Програмата за международно развитие във Висшето училище по международни отношения „П. Х. Нитце“ във Вашингтон (2000 - 2010). Старши научен сътрудник в Центъра по демокрация, развитие и върховенство на закона на Института по международни отношения „Ф. Спогли“ към Университета „Леланд Станфорд-младши“, селище Станфорд, щата Калифорния (от 2010). 
През 1979 г. се присъединява се към тинк-танка за световна политика RAND Corporation, където в течение на година е член на департамента по политически науки. От 1983 до 1989 г. е член на Екипа по планиране на политиката към Държавния департамент на САЩ.

## Идеи
В своята книга „Краят на историята и последният човек“ Фукуяма защитава тезата, че либералната демокрация е „крайна точка в идеологическата еволюция на човечеството“, „финална форма на човешко управление“, лишена от фундаментални вътрешни противоречия, които биха довели до разпадането ѝ. Според него идеалът за либералната демокрация не подлежи на усъвършенстване. Тя се основава на родствените принципи на свобода и равенство, от непълното осъществяване на които следват и нейните проблеми. Срещу оптимистично-еволюционния сценарии на Фукуяма са отправени четири основни критики:
1. Исляма като препятствие пред демокрацията.
2. Проблема за демокрацията на международно равнище.
3. Автономността на политиката.
4. Непредвидените последици от технологията.

Фукуяма е важна фигура за възхода на неоконсерватизма, въпреки че прочутата му книга „Краят на историята и последният човек“ излиза години, след като в своя книга от 1972 г. Ървинг Кристъл формулира основните положения на неоконсерватизма. Фукуяма е активен в „Проекта за новия американски век“, стартирал през 1997 г., и като член на организацията през 1998 г. изпраща писмо до президента Бил Клинтън и дава подкрепата си за иракските бунтове в свалянето на тогавашния президент на Ирак, Саддам Хюсеин. Той също е сред четиридесетте сътрудници, подписалите писмото, което на 20 септември 2001 г. Уилям Кристъл изпраща до президента Джордж У. Буш след атаките на 11 септември 2001 г., в което има предложение САЩ не само да „залови или убие Осама бин Ладен“, но също така и да се направят „решителни усилия за премахване на Саддам Хюсеин от власт в Ирак“. Фукуяма подкрепя Барак Обама в президентските избори в САЩ през 2008 г.